# Anna Sedokova
Anna Vladimirovna Sedokova, nota anche come Anya (Kiev, 16 dicembre 1982), è una cantante, attrice e conduttrice televisiva ucraina di origini russe.

## Biografia
Ha fatto parte dal 2002 del gruppo pop VIA Gra, in cui era nota con lo pseudonimo di Anya. Dopo due anni ha deciso di abbandonare la band e di iniziare nel 2006 la carriera musicale da solista. La cantante ha pubblicato circa 21 singoli e nel 2016 il suo primo album in studio Lichnoe, che ha raggiunto il secondo posto in classifica in Russia.

## Vita privata
Dal 2004 al 2006, è stata sposata con il calciatore bielorusso Valentin Belkevich. Successivamente, nel 2011 si è sposata con l'uomo d'affari Maxim Chernyavsky fino al 2013. 
Nel 2020 ha sposato il cestista lettone Jānis Timma. Il loro matrimonio sembrava essere finito nel 2024 e il 9 dicembre si è svolta l'udienza per il divorzio. Nella notte tra il 16 e 17 dicembre 2024, il marito è stato trovato morto nell'androne di un ostello in centro di Mosca. Inizialmente è stata avanzata un'ipotesi del suicidio ma dopo insistenza dei famigliari del cestista, le indagini sono in corso - molti aspetti di questo avvenimento sono poco chiari e sembrerebbe che si potrebbe trattare della istigazione al suicidio.

## Discografia

### Album in studio
- 2016 – Ličnoe

### Singoli
- Moyo serdtse
- Samaya luchshaya devochka
- Privykayu
- Mesyats may
- Tango
- Drama
- Love U
- Chto ya nadelala
- Nebezolasno
- Udali
- Samyy luchshiy
- Mezhdu nami
- Serdtse v bintakh
- Dotron'sya
- Piranyi
- Tishe
- Poka, milyy
- O tebe
- Ya budu

## Filmografia
- Cinderella, 2003
- The Evenings On the Homestead, 2004
- Tunguska Meteorite, 2007
- The Power of Attraction, 2008
- The Pregnant, 2011